# Ludwików (powiat bełchatowski)
Ludwików – wieś w Polsce położona w województwie łódzkim, w powiecie bełchatowskim, w gminie Bełchatów. Obecnie, część wsi jest wcielona do miasta Bełchatowa jako osiedle Ludwików.
Wydana w 1843 roku Mapa Kwatermistrzostwa, zlokalizowała leżącą na wschód od Zamościa Kolonię Ludwików. Osadzona była prawdopodobnie przy drodze, noszącej obecnie nazwę ulicy Ludwikowskiej. Nazwa pochodzi prawdopodobnie od imienia jednego z dziedziców Bełchatowa, Ludwika Kaczkowskiego.
W latach 1975–1998 miejscowość należała administracyjnie do województwa piotrkowskiego. Do 31 stycznia 1977 roku Ludwików wchodził w skład gminy Grocholice, od 1 lutego 1977 roku przynależy terytorialnie do gminy Bełchatów.
1 stycznia 1988 część wsi Ludwików (148,61 ha) włączono do Bełchatowa.